# 孔雀洞

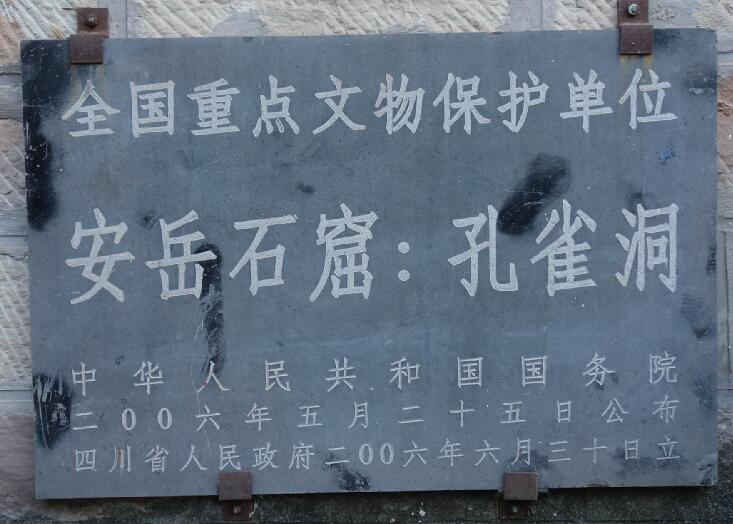
国保碑

孔雀洞摩崖造像位於四川省資陽市安岳縣雙龍街鄉，開鑿於南宋，現存窟龕九個，造像七十五尊，經目塔一座。其中孔雀明王窟內的孔雀明王、天王、金剛諸像雕刻精湛。。2002年12月27日公佈為四川省第六批省級文物保護單位。2006年5月25日列為第六批全國重點文物保護單位。